# Štefan Tarkovič
Štefan Tarkovič est un entraîneur de football slovaque né le 18 février 1973 à Prešov.

## Carrière
Il entraîne le MFK Košice lors de la saison 2010-2011 puis le 1. FC Tatran Prešov de 2011 à janvier 2012. Il est entraîneur adjoint du MŠK Žilina de janvier 2012 à janvier 2013, devenant ensuite entraîneur principal jusqu'en juin de la même année.
Il est ensuite sélectionneur adjoint de l'équipe de Slovaquie de 2013 à octobre 2018, où il assure alors l'intérim au poste de sélectionneur  pour un match. Directeur technique de la sélection, il est nommé sélectionneur en octobre 2020 et qualifie l'équipe pour l'Euro 2020.

## Palmarès

### Entraîneur
MŠK Žilina
- Coupe de Slovaquie : 
  - Finaliste : 2012-13.